# ティム・ストーファー
ティモシー・ジェームズ・ストーファー（Timothy James "Tim" Stauffer, 1982年6月2日 - ）は、アメリカ合衆国・メイン州ポートランド出身の元プロ野球選手（投手）。右投右打。

## 経歴

### プロ入りとパドレス時代
2003年のMLBドラフトでサンディエゴ・パドレスから1巡目（全体4位）指名され、8月15日に契約した。
2004年、傘下のA+級レイクエルノシア・ストームでプロデビュー。6試合に登板し、2勝0敗・防御率1.78だった。5月にAA級モービル・ベイベアーズへ昇格。8試合に登板し、3勝2敗・防御率2.63だった。6月にAAA級ポートランド・ビーバーズへ昇格。14試合に登板し、6勝3敗・防御率3.54だった。
2005年はAAA級ポートランドで開幕を迎え、5月9日にメジャー初昇格を果たし、5月11日のシンシナティ・レッズ戦でメジャーデビュー。先発として登板し、1回裏にはフェリペ・ロペスに本塁打を打たれたが、6回を4安打2失点5奪三振に抑え、メジャー初勝利を挙げた。7月31日にAAA級ポートランドへ降格した。この年は15試合に登板し、3勝6敗・防御率5.33だった。
2006年2月24日にパドレスと1年契約に合意。3月18日にAAA級ポートランドへ異動した。8月21日にメジャーへ昇格。1試合に登板し、8月23日にAAA級ポートランドへ降格した。この年は1試合の登板にとどまり、1勝0敗・防御率1.50だった。
2007年3月2日にパドレスと1年契約に合意。3月28日にAAA級ポートランドへ異動した。7月28日にメジャーへ昇格。8月1日にAAA級ポートランドへ降格したが、8月26日に再昇格。8月27日にAAA級ポートランドへ再び降格した。この年は2試合に登板し、0勝1敗・防御率21.13だった。
2008年3月3日にパドレスと1年契約に合意。3月27日に右肩の故障で戦列を離れ、シーズンを全休した。10月8日に40人枠から外れ、AAA級ポートランドへ降格した。
2009年はAA級サンアントニオ・ミッションズで5月からプレー。12試合に登板し、1勝0敗1セーブ・防御率1.89だった。6月にAAA級ポートランドへ昇格。4試合に登板し、2勝1敗・防御率2.35だった。7月11日にメジャーへ昇格。この年は14試合に登板し、4勝7敗・防御率3.58だった。
2010年3月3日にパドレスと1年契約に合意。開幕ロースター入りしたが、5月11日に虫垂炎を発症し、7月まで欠場した。この年は32試合に登板し、6勝5敗・防御率1.85だった。
2011年1月18日にパドレスと1年契約に合意。この年は31試合に登板し、9勝12敗・防御率3.73だった。
2012年1月17日にパドレスと1年契約に合意。4月4日に右肘を負傷し、4月5日に15日間の故障者リスト入りした。5月14日に復帰したが、5月18日に再び15日間の故障者リスト入りした。6月10日に60日間の故障者リストへ異動し、残りのシーズンを全休した。この年は1試合の登板にとどまった。10月26日にFAとなった。
2013年1月29日にパドレスとマイナー契約で再契約した。AAA級ツーソン・パドレスで開幕を迎え、8試合に登板し、2勝2敗・防御率3.16だった。5月17日にパドレスとメジャー契約を結んだ。この年は43試合に登板し、3勝1敗・防御率3.75だった。オフの12月3日にパドレスと160万ドルの1年契約に合意した。
2014年は44試合に登板し、6勝2敗・防御率3.50だった。オフの10月30日にFAとなった。

### パドレス退団後
2014年12月23日にミネソタ・ツインズと220万ドルの1年契約を結んだ。
2015年、ツインズでは13試合に登板して1勝を挙げた。その一方で、防御率6.97と打ち込まれて定着出来ず、6月11日にDFAとなり、17日に自由契約となった。7月14日に独立リーグ・アトランティックリーグのシュガーランド・スキーターズと契約するが、3試合の登板後にニューヨーク・メッツとマイナー契約を結んだ。9月8日にメジャー契約となり、40人枠入り。5試合に登板したが投球回5回2/3、自責点5、防御率7.94の成績でポストシーズンのロースターメンバーには選ばれず、10月12日にマット・レイノルズのロースター入りに伴いDFAとなり、10月14日にFAとなった。ツインズとの通算では、18試合のリリーフ登板で防御率6.97・1勝という成績だった。防御率が悪かった一因として、20.2イニングで6被本塁打を記録した事がある。12月11日にアリゾナ・ダイヤモンドバックスとマイナー契約を結んだが、2016年3月28日にFAとなった。

## 詳細情報

### 年度別投手成績
| 年 度      | 球 団      | 登 板 | 先 発 | 完 投 | 完 封 | 無 四 球 | 勝 利 | 敗 戦 | セ 丨 ブ | ホ 丨 ル ド | 勝 率 | 打 者 | 投 球 回 | 被 安 打 | 被 本 塁 打 | 与 四 球 | 敬 遠 | 与 死 球 | 奪 三 振 | 暴 投 | ボ 丨 ク | 失 点 | 自 責 点 | 防 御 率 | W H I P |
| ---------- | ---------- | ----- | ----- | ----- | ----- | -------- | ----- | ----- | -------- | ----------- | ----- | ----- | -------- | -------- | ----------- | -------- | ----- | -------- | -------- | ----- | -------- | ----- | -------- | -------- | ------- |
| 2005       | SD         | 15    | 14    | 0     | 0     | 0        | 3     | 6     | 0        | 0           | .333  | 355   | 81.0     | 92       | 10          | 29       | 0     | 2        | 49       | 0     | 0        | 50    | 48       | 5.33     | 1.49    |
| 2006       | SD         | 1     | 1     | 0     | 0     | 0        | 1     | 0     | 0        | 0           | 1.000 | 21    | 6.0      | 3        | 0           | 1        | 0     | 0        | 2        | 0     | 0        | 2     | 1        | 1.50     | 0.67    |
| 2007       | SD         | 2     | 2     | 0     | 0     | 0        | 0     | 1     | 0        | 0           | .000  | 45    | 7.2      | 15       | 5           | 6        | 0     | 1        | 6        | 0     | 0        | 18    | 18       | 21.13    | 2.74    |
| 2009       | SD         | 14    | 14    | 0     | 0     | 0        | 4     | 7     | 0        | 0           | .364  | 316   | 73.0     | 71       | 8           | 34       | 1     | 5        | 53       | 1     | 0        | 31    | 29       | 3.58     | 1.44    |
| 2010       | SD         | 32    | 7     | 0     | 0     | 0        | 6     | 5     | 0        | 0           | .545  | 326   | 82.2     | 65       | 3           | 24       | 5     | 2        | 61       | 0     | 0        | 18    | 17       | 1.85     | 1.08    |
| 2011       | SD         | 31    | 31    | 0     | 0     | 0        | 9     | 12    | 0        | 0           | .429  | 777   | 185.2    | 180      | 20          | 53       | 5     | 8        | 128      | 4     | 1        | 81    | 77       | 3.73     | 1.26    |
| 2012       | SD         | 1     | 1     | 0     | 0     | 0        | 0     | 0     | 0        | 0           | ----  | 24    | 5.0      | 7        | 1           | 3        | 0     | 0        | 5        | 0     | 0        | 4     | 3        | 5.40     | 2.00    |
| 2013       | SD         | 43    | 0     | 0     | 0     | 0        | 3     | 1     | 0        | 7           | .750  | 284   | 69.2     | 59       | 7           | 20       | 1     | 4        | 64       | 0     | 0        | 29    | 29       | 3.75     | 1.13    |
| 2014       | SD         | 44    | 3     | 0     | 0     | 0        | 6     | 2     | 0        | 0           | .750  | 273   | 64.1     | 67       | 4           | 23       | 4     | 2        | 67       | 1     | 1        | 25    | 25       | 3.50     | 1.40    |
| 2015       | MIN        | 13    | 0     | 0     | 0     | 0        | 1     | 0     | 0        | 1           | 1.000 | 73    | 15.0     | 24       | 4           | 7        | 2     | 0        | 6        | 2     | 0        | 13    | 11       | 6.60     | 2.07    |
| 2015       | NYM        | 5     | 0     | 0     | 0     | 0        | 0     | 0     | 0        | 0           | ----  | 27    | 5.2      | 8        | 2           | 2        | 0     | 1        | 8        | 0     | 0        | 5     | 5        | 7.94     | 1.77    |
| '15計      | NYM        | 18    | 0     | 0     | 0     | 0        | 1     | 0     | 0        | 0           | 1.000 | 100   | 20.2     | 32       | 6           | 9        | 2     | 1        | 14       | 2     | 0        | 18    | 16       | 6.97     | 1.98    |
| 通算：10年 | 通算：10年 | 201   | 73    | 0     | 0     | 0        | 33    | 34    | 0        | 8           | .493  | 2521  | 595.2    | 591      | 64          | 202      | 18    | 25       | 449      | 8     | 2        | 276   | 263      | 3.97     | 1.33    |

- 2015年度シーズン終了時

### 背番号
- 47 (2005年)
- 54 (2006年 - 2007年, 2015年途中 - 同年終了)
- 46 (2009年 - 2014年)
- 22 (2015年 - 同年途中)